# روبرت بنجامين لويس
روبرت بنجامين لويس (بالإنجليزية: Robert Benjamin Lewis) هو مؤرخ ومخترِع وكاتب أمريكي، ولد في 1802 في غاردينر في الولايات المتحدة، وتوفي في 1 فبراير 1858 في هايتي.